# Marcus Breger
Marcus Breger (* 18. Mai 1905 in Czernowitz, Bukowina, Österreich-Ungarn; † 30. September 1975 in Tucson, Arizona, Vereinigte Staaten) war ein österreichisch-rumänisch-US-amerikanischer Rabbiner und Hochschullehrer.

## Leben
Marcus Breger wurde am 18. Mai 1905 in Czernowitz, der traditionellen Hauptstadt der Bukowina, als Sohn von Marcus und Liebe Breger (geborene Druckmann) geboren. Von 1924 bis 1931 studierte er am Jüdisch-Theologischen Seminar in Breslau und besuchte gleichzeitig Studiengänge an der Universität Breslau, an der er im Jahre 1930 promovierte. Bereits im darauffolgenden Jahr legte er seine Rabbinerexamen ab und fungierte von 1931 bis 1932 als Dozent in Berlin. In dieser Zeit war er auch Mitredakteur beim Verfassen der deutschsprachigen Ausgabe der Encyclopaedia Judaica und veröffentlichte weitere Beiträge in Fachzeitschriften in Deutschland. In seiner 1932 veröffentlichten Dissertation schrieb er über Beiträge zur Handelsgeschichte der Juden in Polen während des 17. Jahrhunderts. Nach der Machtergreifung Hitlers emigrierte Breger 1933 nach Italien, ehe er von 1933 bis 1938 als Professor für Talmudwissenschaften und Geschichte am Collegio Rabbinico Convito auf dem von den Italienern besetzten Rhodos tätig war. Gleichzeitig war Breger Oberhaupt des religiösen Gerichts.
1938 wurde er von Italien ausgewiesen und emigrierte im Dezember 1938 bzw. Januar 1939 mit Frau und Kind auf der S.S. Rex, wo er als Marcus Breger-Landesberg in den Passagierlisten erwähnt wird, von Genua über New York City in die Vereinigten Staaten. Dort war er von 1939 bis 1950 als Rabbiner tätig und diente parallel dazu von 1943 bis 1946 als Militärgeistlicher bei der United States Army. Nachdem er 65 Jahre alt geworden war, wurde Breger Rabbiner emeritus der Congregation Anshei Israel in Tucson im US-Bundesstaat Arizona, wo er in den letzten Jahrzehnten bis zu seinem Tod gelebt hatte. Während dieser Zeit war er im Jahr 1971 Professor für Judaistik an der University of Missouri sowie von 1971 bis 1975 erster Professor für Judaistik an der University of Arizona.
Zeitlebens war Breger Mitglied der Zionist Organization of America (ZOA), des Rabbinical Council of America, der Jewish War Veterans of the United States of America, der Organisation B’nai B’rith, der Military Chaplains Association, der Association of Jewish Chaplains, des Rotary Clubs und des Great Tucson Jewish Community Councils. Er war wiederholt in Zeitungen und im Fernsehen zu sehen. So hatte er im Jahr 1955 einen Auftritt in This Is Your Life mit Ralph Edwards. Am 30. September 1975 starb Breger 70-jährig in Tucson und wurde am Evergreen-Memorial-Park-Friedhof in Tucson beerdigt. Zu seinen Ehren führte The Arizona Center of Judaic Studies der University of Arizona nach seinem Tod das The Rabbi Marcus Breger Memorial Lectureship ein. Zudem betreibt die Universität den Rabbi Marcus Breger Memorial Fund.

## Familie
Marcus Breger wurde als Sohn von Jacob und Liebe Breger (geborene Druckmann) geboren. Zu seinen Geschwistern zählen Tony Augenblick und Sol Breger. Im Jahre 1933 heiratete er die jüdische Zahnärztin Bertha Rittenberg (* 1909 in St. Petersburg; † 2001 in Tucson, Arizona). Am 9. Oktober 1936 kam auf Rhodos die gemeinsame Tochter Liba Breger (verheiratete Feuerstein; † 2. Oktober 2013 in Kalifornien), eine spätere Lehrerin, zur Welt. Verschiedenen Quellen zufolge soll er auch noch ein weiteres Kind mit seiner Frau bekommen haben.
Breger wurde mit österreichischer Staatsangehörigkeit geboren, nahm 1918 die rumänische und 1943 die US-amerikanische Staatsangehörigkeit an.